# 昆西鎮區 (密歇根州布蘭奇縣)
昆西鎮區（英語：Quincy Township）是位於美國密歇根州布蘭奇縣的一個行政鎮區。

## 地方資料
昆西鎮區的面積為93.90平方千米，當中陸地面積為91.20平方千米，而水域面積為2.70平方千米。根據2020年美國人口普查的數據，當地共有人口4108人，而人口密度為每平方千米43.75人。